# 트바쉬타 파테라

이오 위성에 있는 트바쉬타 파테라 화산이 폭발할 때의 애니메이션 사진. 뉴 허라이즌스 호가 촬영했으며 우산 형태의 분출을 하고 있다.

트바쉬타 파테라(Tvashtar Paterae)는 목성의 위성인 이오에 있는 파테라 형태의 화산이다.
이곳은 펠레 산과 마찬가지로 용암호가 있으나, 대부분 황 성분을 분출한다. 그래서 이 화산의 분출은 우산 모양의
형태가 된다. 표면은 목성을 탐사하는 탐사선 갈릴레오 호가 촬영에 성공하였으며, 분화 모습은 뉴 허라이즌스 호가 촬영했다.